# 6097 Koishikawa
6097 Koishikawa eller 1991 UK2 är en asteroid i huvudbältet som upptäcktes den 29 oktober 1991 av de båda japanska astronomerna Kazuro Watanabe och Kin Endate vid Kitami-observatoriet. Den är uppkallad efter den japanska astronomen Masahiro Koishikawa.
Asteroiden har en diameter på ungefär 5 kilometer och den tillhör asteroidgruppen Vesta.